# Karlstad GP
Karlstad GP (tidigare Götagalan) är ett årligt arenafriidrottsarrangemang i Karlstad. Det arrangeras av friidrottsföreningen IF Göta. Arrangemanget äger rum på Sola Arena (tidigare på Tingvalla IP) och lockar stor publik och framstående friidrottare.